# Gouvernement Ruiz-Gallardón III
 Communauté de Madrid
Ruiz-Gallardón II Aguirre I
Le gouvernement Ruiz-Gallardón III est le gouvernement de la communauté de Madrid entre le 14 juin 2003 et le 22 novembre 2003, durant la VIe législature de l'Assemblée de Madrid. Il est présidé par Alberto Ruiz-Gallardón.

## Historique
Une crise politique intervient le 10 juin, jour de la session constitutive de la VIe législature de l'Assemblée de Madrid : les députés socialistes Eduardo Tamayo et María Teresa Sáez quittent la salle des séances, donnant la majorité absolue des présents au Parti populaire de Madrid et permettant l'élection de la conservatrice Concepción Dancausa en lieu et place du socialiste Francisco Cabaco à la présidence de l'Assemblée ; Tamayo se justifie par son refus de voir formé un gouvernement de coalition avec les écosocialistes. De ce fait, lors de la session consacrée à l'investiture du président de la communauté de Madrid, aucun parti ne présente de candidat, la chef de file du PPM Esperanza Aguirre réclamant la tenue d'une élection anticipée tandis que Simancas préfère garder du temps en demandant le respect des délais prévus par le statut d'autonomie et de la volonté exprimée par les électeurs lors du scrutin du 25 mai.
Après que les deux députés ont envoyé un courrier à Dancausa dans lequel ils affirment qu'ils souhaitent voter l'investiture du candidat socialiste, celui-ci annonce le 18 juin qu'il refuse de devenir président de la communauté autonome grâce à leurs suffrages : « Je n'accepterai jamais d'être investi président de la Communauté avec le soutien par action ou omission, tacite ou explicite, de deux corrompus ». Le lendemain, il s'associe au groupe parlementaire de la Gauche unie de Madrid pour demander à la présidente de l'Assemblée d'attendre jusqu'au maximum du délai légal, soit jusqu'au 27 août, avant de décider de la convocation d'élections anticipées, dans l'objectif d'obtenir des deux déserteurs qu'ils renoncent à leur mandat. Finalement, afin d'être sûr que Dancausa accepte sa demande, il annonce le 24 juin qu'il se soumettra à un vote d'investiture, mais réaffirme son refus d'obtenir les voix de Tamayo et Sáez, ce qui signifie que deux députés de son groupe voteront blanc. Les deux déserteurs refusent de lui apporter leurs votes, et avec sa propre abstention, il se retrouve le 28 juin en minorité, par 54 voix contre 55. Un gouvernement chargé de l'expédition des affaires courantes est alors nommé.

## Composition
| Fonction                                                                                            | Titulaire | Titulaire              | Parti |
| --------------------------------------------------------------------------------------------------- | --------- | ---------------------- | ----- |
| Président                                                                                           |           | Alberto Ruiz-Gallardón | PPM   |
| Premier vice-président Conseiller à l'Éducation Conseiller à la Présidence                          |           | Carlos Mayor Oreja     | PPM   |
| Second vice-président Conseiller à l'Économie et à l'Innovation technologique Conseiller au Travail |           | Luis Blázquez          | PPM   |
| Conseiller à la Politique territoriale, à l'Urbanisme et aux Transports                             |           | Juan González Blasco   | PPM   |
| Conseiller aux Beaux-arts                                                                           |           | Carlos Baztán          | PPM   |
| Conseillère à la Justice, à la Fonction publique et à l'Administration locale                       |           | Yolanda Ibarrola       | PPM   |
| Conseiller à l'Environnement                                                                        |           | Miguel Garrido         | PPM   |
| Conseiller à la Santé                                                                               |           | Alfredo Macho          | PPM   |
| Conseiller aux Services sociaux                                                                     |           | José María Alonso      | PPM   |
| Conseillère aux Finances                                                                            |           | Enrique Ossorio        | PPM   |